# Phil O’Shea
Phil O’Shea (* 16. April 1889 in Ashburton; † 1980 in Christchurch) war ein neuseeländischer Radsportler und -trainer. Er gilt als der erste Radsportstar seines Landes und erhielt den Beinamen The Champion.

## Biografie
Die Eltern von Phil O’Shea, Patrick und Nora, kamen um 1887 aus Cork in Irland nach Neuseeland, nachdem sie „durchgebrannt“ waren: Die Eltern von Nora Mulane hatten die Verbindung abgelehnt, weil Patrick O’Shea als nicht standesgemäß galt. Das Paar ließ sich in Christchurch nieder, wo es ein Transportunternehmen eröffnete. Phil O’Shea war eines von fünf  Kindern der Familie – ein Zwillingsbruder starb bei der Geburt – und als Kind kränklich, wurde aber angehalten, Sport zu treiben. Als Folge seiner Krankheiten wird angesehen, dass er nur 1,67 Meter groß wurde und zunächst eher schmächtig, durch intensives Training wurde er muskulöser und nahm 20 Kilogramm zu. Als er im Alter von 20 Jahren mit dem Radsport begann, war er schon ein hervorragender Cricket- und Rugbyspieler.
1911 gewann O’Shea sein erstes Rennen, von Timaru nach Christchurch, obwohl das hintere Rad seines Fahrrades nach einem Zusammenprall beschädigt war; zwei Jahre später gewann er dieses Rennen trotz eines schweren Sturzes unterwegs erneut. Drei Mal – 1911, 1922 und 1923 – gewann er das Melbourne to Warrnambool Cycling Classic, das auch als Meisterschaften von Australasien galt. Im Ersten Weltkrieg diente er als Kraftradmelder im New Zealand Expeditionary Force und erlitt eine Gasvergiftung. Nach längerer Genesungszeit begann er wieder mit dem Radsport.
1923 hörte O’Shea auf, Straßenrennen zu fahren und absolvierte nur noch Rennen auf der Bahn. Zu diesem Zweck engagierten die Veranstalter prominente Fahrer aus anderen Ländern, damit sie gegen ihn antraten. Zudem errang er zahlreiche neuseeländische Meistertitel auf der Bahn. Im Alter von 40 Jahren beendete er seine Radsportlaufbahn, blieb aber im Radsport aktiv als Trainer und Funktionär. Für die jungen neuseeländischen Radsportler blieb er ein großes Vorbild:  „O’Shea was like a ghost to us young riders: never there but always present.“
1946 eröffnete Phil O’Shea in Christchurch ein Fahrradgeschäft, in dem er auch Räder baute. So gewann Cyril Arnst das Rennen von Timara nach Christchurch auf einem O’Shea-Rad, und Graeme Milner stellte einen Junioren-Rekord auf. 1965 wurde er von seinem ehemaligen Rivalen Hubert Opperman zur 70. Austragung von Melbourne to Warrnambool Cycling Classic eingeladen; es war seine erste Reise nach Australien seit 1923. Opperman war inzwischen australischer Minister und ließ den als bescheiden geltenden O’Shea mit einer Staatskarosse vom Flughafen abholen. Dieser war überwältigt davon, wie eine „sporting royalty“ behandelt zu werden.
O’Shea fuhr bis zum Alter von 89 Jahren täglich mit dem Rad zum Friedhof, um Blumen auf das Grab seiner Frau Elizabeth zu legen, mit der er seit 1916 verheiratet gewesen war. Dann musste er das Radfahren wegen Augenproblemen einstellen. Er starb im Alter von 91 Jahren an Grippe.